# رمانتیسم آلمانی
رمانتیک‌گرایی یا رمانتیسم (به انگلیسی: Romantism) در ادبیات، در مقابل متعارف (کلاسیک) و در فلسفه، در مقابل عقل گرائی فلسفی به فلسفه فیلسوفان آلمانی که در قرن هیجدهم و اوایل قرن نوزدهم زندگی می‌کردند، گفته می‌شود.
رمانتیسم (رُ نْ) [فر .] (اِ) نام نهضتی ادبی و هنری در اواخر قرن ۱۸ و ۱۹ م؛ که قواعد و سنت‌های کلاسیسم را مانع درک طبیعت، لذت بردن از آن و بیان آن می‌دانست.
این مکتب به برتری احساسات و تخیل بر عقل باور داشت و معتقد بود که هنرمند باید بدون هیچ قید (هنری یا اجتماعی) به بیان احساسات خود بپردازد.
از معروف‌ترین آثار مکتب رمانتیسم آلمانی، فیخته، فریدریش ویلهلم یوزف شلینگ، هگل و شوپنهاور است.
وجه تمایز آراء این فیلسوفان [از فلسفه‌های دیگر] در موارد زیر است:
1. مقاومت در مقابل تمایلات فلسفی قرن هفدهم.
2. محدود شدن قواعد زیبائی‌شناسی و منطق، و کوچک شدن آن‌ها.
3. بزرگداشت مقام و مرتبه میل، شهود، آزادی و خودسرانگی (تلقائیت).
4. علاقه‌مندی به اندیشه دربارهٔ زندگی و فکر بی‌نهایت.[۲]

نقد و نظریه ژانر از جمله مباحث مهم نظریه ادبی است که از زمان ارسطو تاکنون بدان توجه فراوان شده‌است. تقابل دو مکتب کلاسیسیسم و رمانتیسم در نظریه ژانر، اهمیت ویژه ای دارد.
رویکرد مکتب کلاسیسیسم به ژانرهای ادبی را تکنیکی و تجویزی و در مقابل، رویکرد مکتب رمانتیسم را فلسفی توصیف می‌کنند،
اما دربارهٔ مولفه‌های فلسفی نظریه ژانر در مکتب رمانتیسم و مبانی فکری این نظریه، تبیین دقیقی ارایه نکرده‌اند.
با توجه به فلسفه ذهن گرایانه کانت و نسبی گرایی تاریخی هردر، تحولات اجتماعی، فکری و فرهنگی دوره رنسانس همچون انقلاب صنعتی، رویکرد مکتب کلاسیسیسم به ژانرهای ادبی مورد تردید قرار گرفت
و مولفه‌هایی همچون تاریخ گرایی، نظریه وحدت سازمند، توجه به نبوغ شاعر در خلق اثر ادبی، گرایش به فردیت و نگاه ذهنی و پدیدار شناسانه، به شکل‌گیری نظریه جدید ژانر در مکتب رمانتیسم انجامید.